# Світ-Грасс (округ, Монтана)
Шаблон:StateAbbr_ 45°49′ пн. ш. 109°56′ зх. д. / 45.81° пн. ш. 109.94° зх. д.
Світ-Грасс (англ. Sweet Grass County) — округ (графство) у штаті Монтана, США. Ідентифікатор округу 30097.

## Історія
Округ утворений 1895 року.

## Демографія
За даними перепису
2000 року
загальне населення округу становило 3609 осіб, усе сільське.
Серед мешканців округу чоловіків було 1800, а жінок — 1809. В окрузі було 1476 домогосподарств, 987 родин, які мешкали в 1860 будинках.
Середній розмір родини становив 3.
Віковий розподіл населення поданий у таблиці:
| Стать    | До 15 років | 15-21 | 22-29 | 30-39 | 40-49 | 50-65 | 65-85 | Понад 85 |
| -------- | ----------- | ----- | ----- | ----- | ----- | ----- | ----- | -------- |
| Чоловіки | 401         | 127   | 141   | 218   | 294   | 341   | 237   | 41       |
| Жінки    | 366         | 140   | 136   | 210   | 276   | 324   | 286   | 71       |

## Суміжні округи
- Вітленд — північ
- Голден-Веллі — північний схід
- Стіллвотер — схід
- Парк — захід
- Мар — північний захід